# Козетта
Эфрази́ Фошлева́н по прозвищу Козе́тта (фр. Cosette) — главная героиня романа «Отверженные», написанного в 1862 году Виктором Гюго. Её имя стало символом детей-мучеников Франции, эксплуатируемых взрослыми. В романе Козетта также известна как Урсула, мисс Мадлен, Жаворонок и мадемуазель Лануар.

## История создания
Гюго был вдохновлён судьбой маленькой девочки по имени Мари-Жаннет из французской деревни Кольпо, чья история весьма схожа с историей Эфрази. Чтобы описать условия жизни Козетты, Гюго отправился в департамент Морбиан.

## Биография персонажа
Настоящее имя Козетты — Эфрази. По этому поводу автор романа отмечает: «…из Эфрази мать сделала Козетту, следуя тому инстинкту изящного, благодаря которому матери и народ любовно превращают Хосефу в Пепиту, а Франсуазу в Силету… Мы знавали бабушку, которая ухитрилась из Теодоры сделать Ньон». Девочка была внебрачной дочерью никогда не знавшей своих родителей Фантины и 30-летнего парижского студента-переростка Феликса Толомьеса — ветреного кутилы родом из Тулузы, выходца из богатой семьи. Он без зазрения совести бросил искренне любящую его женщину и своего ребёнка. Фантине для удовлетворения потребностей малышки приходится много трудиться, но при этом она с болью понимает: чтобы найти работу с более-менее сносной платой, ей необходимо расстаться с Козеттой. И мать наивно оставляет дочку супружеской паре трактирщиков по фамилии Тенардье из деревни Монфермей. Однако эти люди оказываются очень жестокими. Они ненавидят бедного ребёнка, используя Козетту с пятилетнего возраста в качестве прислуги и при этом требуя у Фантины всё больше и больше денег на содержание дочки. Мать Козетты поселяется в Монтрёй-сюр-Мер, своём родном городе, где работает на предприятии Жана Вальжана до того дня, когда её уволили по доносу одной из завистливых работниц, которая прознала о том. что у Фантины есть незаконнорождённое дитя. Оставшись без средств к существованию, женщина самоотверженно продолжает, жертвуя собой ради благополучия Козетты, добывать деньги для уплаты за содержание дочери и отсылать их Тенардье. Раз за разом суммы, запрашиваемые четой алчных трактирщиков, возрастают, но, по словам последних, все деньги тратятся на содержание Козетты.
Живя у Тенардье, она выполняла тяжёлую работу, получала скудную пищу, не имела никаких игрушек, кроме крохотной, с её мизинчик, оловянной сабельки, которую заворачивала в жалкие лоскутки и нянчила вместо куклы в те крайне редкие минуты, когда ей позволяли «поиграть». Самым ярким впечатлением в её мрачной жизни была большая, красивая, нарядная, дорогая кукла, выставленная в предрождественские дни в витрине лавки, где торговали игрушками. Как бы маленькая служанка ни торопилась выполнить поручение трактирщицы, она не могла удержаться от искушения, проходя мимо витрины, тайком бросить взгляд на куклу.
Однажды тёмным зимним вечером, в канун рождества тётка Тенардье послала восьмилетнюю Козетту за водой, в лес к роднику. Девочка испытывала отчаянный страх перед непроглядной тьмой ночного леса, но не могла ослушаться хозяйки, которой боялась не меньше. Когда она уже возвращалась, из последних сил неся тяжёлое ведро с водой, её догнал высокий мужчина, который молча взял из детских рук ведро и понёс его. Это был Жан Вальжан, который, исполняя обещание, данное умирающей Фантине, после её смерти пришёл за Козеттой, чтобы забрать сиротку у Тенардье и позаботиться о ней в дальнейшем. Поговорив с Козеттой, а затем увидев, в каких условиях она живёт и какому обращению подвергается, не имея ни тёплой одежды в зимнюю стужу, ни досуга для детских игр, ни единой игрушки, кроме «сабельки», он проникается к ней горячим сочувствием. В этот вечер исполняется тайная заветная мечта обездоленной девочки: она получает в подарок от незнакомца ту самую куклу, которой могла лишь любоваться украдкой. Козетта и Жан Вальжан отправляются в Париж, где сначала живут в лачуге Горбо (частично разрушенное двухэтажное здание под номером 50—52 на парижском Госпитальном бульваре и его история подробно описаны в книге 4-й романа «Отверженные», которая так и озаглавлена: «Лачуга Горбо»), а затем, преследуемые инспектором Жавером и полицейскими, находят приют в монастыре бернардинок-бенедиктинок. В его стенах Козетта проводит оставшиеся годы детства и получает начальное образование.
Позднее, во время ежедневных прогулок с Жаном Вальжаном в Люксембургском саду, Козетта встречает молодого студента Мариуса, и они влюбляются друг в друга. После подавления Июньского восстания 1832 года Мариус, один из его участников, остаётся в живых благодаря героизму Жана Вальжана. После выздоровления Вальжан сам приводит Козетту к Мариусу, который делает девушке предложение руки и сердца. В финале книги они женятся. Козетта не знала, кем был на самом деле Жан Вальжан и как звали её собственную мать, до последних страниц романа.

## Козетта в экранизациях книги
Все экранизации книги носили одинаковое название — «Отверженные».
| Год экранизации | Режиссёр            | Исполнительница роли Козетты               | Страна                        |
| --------------- | ------------------- | ------------------------------------------ | ----------------------------- |
| 1913            | Альбер Капеллани    | Мари Фроме                                 | Франция                       |
| 1934            | Раймон Бернар       | Габи Трике (в детстве), Жослин Гаэль       | Франция                       |
| 1935            | Ричард Болеславский | Мэрилин Ноулден (в детстве), Рошель Хадсон | США                           |
| 1958            | Жан-Поль ле Шануа   | Беатрис Альтариба                          | ГДР, Франция, Италия          |
| 1972            | Марсель Блюваль     | Николь Жаме                                | Франция                       |
| 1982            | Робер Оссейн        | Кристиан Жан                               | ФРГ, Франция                  |
| 1995            | Клод Лелуш          | Марго Эбаскаль                             | Франция                       |
| 1998            | Билле Аугуст        | Клэр Дэйнс                                 | Великобритания, Германия, США |
| 2000            | Жозе Дайан          | Виржини Ледуайен                           | Франция, Италия, Испания      |
| 2012            | Том Хупер           | Аманда Сейфрид                             | Великобритания, США           |
| 2018            | Том Шенклэнд        | Элли Бамбер                                | Великобритания                |